# Hugues de Paris
Hugues de Paris, mort en 1072, est un prélat français de la fin du XIe siècle, évêque de Troyes.

## Biographie
Né à Paris, il était chanoine à Châlons-sur-Marne, lorsqu'il devint évêque de Troyes. Il assista au sacre du roi Philippe Ier, et peut-être au synode du Latran (1059). Il participa à la création des chanoines de Saint-Martin-des-Champs à Paris. Il est compté parmi les bienfaiteurs de l'abbaye de Montier-la-Celle.

## Sources
- Jean-Charles Courtalon-Delaistre , Topographie historique de la ville et du diocèse de Troyes vol. 1, 1783, P332.